# Gen Hoshino
Gen Hoshino (星野 源 Hoshino Gen?,  Prefectura de Saitama, Japón, 28 de enero de 1981) es un cantante, compositor, actor y seiyū japonés.

## Carrera

### Música
Desde 2000 a 2015, Hoshino fue el líder de la banda instrumental Sakerock, donde tocaba la marimba y la guitarra. El grupo lanzó más de diez álbumes antes de separarse. En su carrera como solista, debutó con su primer álbum, Baka no Uta, el 23 de junio de 2010. Su primer sencillo, Kudaranai no Naka ni (el cual calificó en el puesto 17 en las listas de Oricon), fue lanzado el 2 de marzo de 2011. Sus siguientes sencillos Film, Yume no Soto e, Shiranai (2012) y Gag (2013) también se posicionaron en el Top 10. Su segundo álbum, Episode, fue lanzado el 28 de septiembre de 2011 y alcanzó el puesto número cinco, mientras que su tercer álbum Stranger, fue lanzado el 1 de mayo de 2013 y calificó en el puesto número dos de Oricon. Desde 2011, también ha sido coanfitrión de Sake no Sakana, un programa transmitido a través de Ustream junto con Ichirō Yamaguchi de Sakanaction.

### Actuación
En 2004, Hoshino debutó en la gran pantalla tras aparecer en la película 69 de Lee Sang-il, la cual se basa en la novela homónima de Ryū Murakami. Anteriormente ya había aparecido en varias series de drama y obras teatrales. En 2012, debutó como seiyū interpretando a Buddha en el OVA Saint Young Men basado en el manga de Hikaru Nakamura, y también proporcionó una canción llamada "Gag" para su respectiva versión teatral en 2013, donde repitió su papel. En 2013, interpretó al personaje principal en el filme Hakoiri Musuko no Koi de Masahide Ichii junto a la actriz Kaho. Ese mismo año, apareció en Jigoku de naze warui de Sion Sono. En 2016, protagonizó la serie de TBS Nigeru wa Haji da ga Yaku ni Tatsu junto a Yui Aragaki.

## Vida personal
El 22 de diciembre de 2012, se le diagnosticó una hemorragia subaracnoidea y se sometió a cirugía. Hoshino regresó oficialmente a la vista pública el 28 de febrero de 2013 con su aparición en los Tokyo J-Wave Awards.

## Filmografía

### Películas
| Año  | Título                                      | Papel                | Notas     |
| ---- | ------------------------------------------- | -------------------- | --------- |
| 2004 | 69                                          | Yuzuru Nakamura      |           |
| 2008 | Nonko 36-sai                                | Masaru               | Principal |
| 2009 | Brass Knuckle Boys / The Shonen Merikensack | N/A                  |           |
| 2013 | Blindly in Love                             | Kentaro Amanoshizuke | Principal |
| 2013 | Jigoku de naze warui                        | Koji Hashimoto       |           |
| 2018 | Mirai no Mirai                              | Padre                |           |

### Televisión
| Año  | Título                             | Papel             | Notas     |
| ---- | ---------------------------------- | ----------------- | --------- |
| 2011 | Kōnodori                           | Haruki Shinomiya  |           |
| 2016 | Sanda Maru                         | Tokugawa Hidetada |           |
| 2016 | Nigeru wa Haji da ga Yaku ni Tatsu | Hiramasa Tsuzaki  | Principal |
| 2017 | Plage                              | Takao Yoshimura   | Principal |

### Seiyū
| Año  | Título                           | Tipo                    | Papel  | Notas      |
| ---- | -------------------------------- | ----------------------- | ------ | ---------- |
| 2012 | Saint Young Men                  | OVA                     | Buddha | Principal  |
| 2013 | Saint Young Men                  | OVA y película animada  | Buddha | Principal  |
| 2015 | Love & Peace                     | Película                | PC-300 | Secundario |
| 2015 | Chieri And Cherry                | Animación de marionetas | Chieri | Principal  |
| 2017 | Yoru wa Mijikashi Aruke yo Otome | Película animada        | Senpai | Principal  |

## Discografía

### En solitario

#### Álbumes
|     | Lanzamiento | Título                        | Posición |
| --- | ----------- | ----------------------------- | -------- |
| 1st | 2010/6/23   | Baka no Uta (ばかのうた?)     | 36       |
| 2nd | 2011/9/28   | Episode (エピソード Episōdo?) | 5        |
| 3rd | 2013/5/1    | Stranger                      | 2        |
| 4th | 2015/12/2   | Yellow Dancer                 | 1        |

#### Sencillos
|      | Lanzamiento | Título                                             | Posición |
| ---- | ----------- | -------------------------------------------------- | -------- |
| 1st  | 2011/3/2    | "Kudaranai no Naka ni" (くだらないの中に?)         | 17       |
| 2nd  | 2012/2/8    | "Film" (フィルム Firumu?)                          | 4        |
| 3rd  | 2012/7/4    | "Yume no Soto e" (夢の外へ?)                       | 8        |
| 4th  | 2012/11/28  | "Shiranai" (知らない?)                             | 5        |
| 5th  | 2013/5/8    | "Gag" (ギャグ Gyagu?)                              | 4        |
| 6th  | 2013/5/8    | "Jigoku de naze warui" (地獄でなぜ悪い?)           | 5        |
| 7th  | 2014/6/11   | "Crazy Crazy/Sakura no Mori" (Crazy Crazy/桜の森?) | 4        |
| 8th  | 2015/5/27   | "SUN" ({{{2}}}?)                                   | 2        |
| 9th  | 2016/10/5   | "Koi" (恋?)                                        | 2        |
| 10th | 2017/8/16   | "Family Song" (初回限定盤?)                        | 1        |